# Franciscaines du troupeau de Marie
Les Franciscaines du troupeau de Marie forment une congrégation religieuse féminine enseignante et hospitalière de droit pontifical.

## Histoire
En 1855, Catherine Carrasco Tenorio (1840-1917) entre dans la compagnie de Marie-Notre-Dame à San Fernando et reçoit le nom de Marie de l'Incarnation. Elle est heureuse mais ressent le besoin de faire quelque chose pour les filles pauvres. Lors d'un rêve, elle se voit dans un patio où se trouvent des petites filles autour d'une dame qui lui dit : « C'est mon troupeau dont je vous charge de prendre soin. »
Elle quitte sa communauté en 1876 et part à Cadix où elle rencontre François d'Assise Medina y Muñoz (1840-1908), chanoine de la cathédrale de Cadix. Le 10 août 1876, le père Medina et Marie de l'Incarnation ouvrent une école pour les jeunes travailleuses. L'école est nommée « Troupeau de Marie de la Divine Bergère » selon le vœu de Félix María Arrieta y Llano, religieux capucin et évêque de Cadix; en effet, les Capucins honorent la Vierge sous le vocable de la Divine Bergère et les confréries en son honneur sont appelées "troupeau de Marie".
Le 4 octobre 1878, jour de la saint François d'Assise, Marie de l'Incarnation et trois compagnes reçoivent l'habit religieux dans l'église des capucins de Cadix. Leurs constitutions sont approuvées le 3 février 1891 par Vicente Calvo y Valero, évêque de Cadix. L'institut est agrégé à l'ordre des Frères mineurs le 9 juillet 1926et reconnu de droit pontifical en 1982.

## Activité et diffusion
Les sœurs se consacrent à l'enseignement, au soin des orphelins, et des personnes âgées dans les hôpitaux et les maisons de retraite. En terre de mission, elles font la promotion des femmes et apporte une aide aux mères et aux enfants maltraités.
Elles sont présentes en Espagne et au Pérou.
La maison-mère est à Cadix. 
En 2017, la congrégation comptait 74 sœurs dans 15 maisons.